# SN 2008fr
SN 2008fr – supernowa typu Ia odkryta 14 września 2008 roku w galaktyce A011149+1438. W momencie odkrycia miała maksymalną jasność 17,30m.